# Jämtlands norra domsagas tingslag
Jämtlands norra domsagas tingslag var ett tingslag i Jämtlands län.  Tingslagets område var beläget i den norra delen av landskapet Jämtland i de nuvarande kommunerna Krokom, Strömsund och Östersund. År 1949 hade tingslaget 35 100 invånare på en yta om 14 813 km², varav 13 365,27  km² land.  Tingsställen låg i Östersund och Strömsund. 

## Historik
Jämtlands norra domsagas tingslag bildades år 1948 genom en sammanslagning mellan Hammerdals tingslag och Lits och Rödöns tingslag. Tingslaget upphörde 1971 och delarna övergick i Jämtbygdens domsaga (Krokoms och Strömsunds kommun) som 1984 uppgick i Östersunds domsaga dit redan 1971 Östersunds kommun övergick.
Jämtlands norra domsagas tingslag ingick Jämtlands norra domsaga, som bildades 1879.

## Socknar
Jämtlands norra domsagas tingslag omfattade 15 socknar.

Hörde före 1948 till Hammerdals tingslag:
- Hammerdals socken
- Gåxsjö socken
- Ströms socken
- Alanäs socken
- Frostvikens socken

Hörde före 1948 till Lits och Rödöns tingslag:
- Aspås socken
- Föllinge socken
- Hotagens socken
- Häggenås socken
- Kyrkås socken
- Laxsjö socken
- Lits socken
- Näskotts socken
- Rödöns socken
- Ås socken

## Ingående kommuner (från 1952)
- Föllinge landskommun
- Frostvikens landskommun
- Hammerdals landskommun
- Hotagens landskommun (uppgick i Föllinge landskommun 1969)
- Häggenås landskommun (uppgick i Lits landskommun 1963)
- Lits landskommun
- Rödöns landskommun
- Ströms landskommun